# Fernando Cotoner y Chacón Manrique de Lara y Despuig
Fernando Cotoner y Chacón Manrique de Lara y Despuig (castellà: Fernando Cotoner y Chacón)  (Palma, 17 de gener de 1817 - Barcelona, 16 de juny de 1888), home il·lustre de la Casa de Cotoner. I marquès de la Sénia i V d'Ariany, fou un polític liberal mallorquí, militar destacat en les guerres carlistes, governador colonial de Puerto Rico, ministre de guerra i director de la Guàrdia Civil.

## Biografia
Va ingressar com a cadet en el col·legi militar en 1825. Era capità d'infanteria quan va esclatar la primera guerra carlista en 1833, i amb aquest rang va participar en nombroses accions militars al País Basc, on fou ferit diverses vegades; en 1840, amb el rang de brigadier, va actuar a València i Catalunya; al final de la guerra, va tornar a Mallorca per dirigir la caserna de Puigpunyent. En els disturbis de 1843 participà en la defensa de Madrid i fou nomenat comandant de Galícia; la seva actuació allí li va valer ser ascendit a mariscal de camp.
Fou elegit diputat per Balears a les eleccions de 1843, 1844 i 1846. L'abril de 1847 fou nomenat capità general de Burgos i en juny de Balears. Fou senador per la província de Balears en 1857, 1863 i 1876, i vitalici des de 1877. Fou Capità General de Catalunya el 1863-1864 i el 1855-1866.
També va detenir els càrrecs de governador de Puerto Rico entre 1857 i 1860 i Ministre de Guerra i Ultramar interí entre el 29 de juny i el 3 de setembre de 1874. Entre 1874 i 1882 fou director general de la Guàrdia Civil espanyola.
Va destacar també com viticultor, elaborant a la seva terra natal una malvasia que resultaria premiada en diverses exposicions vinícoles internacionals.
Per les seves nombroses accions de guerra va ser condecorat amb la Creu Llorejada de Sant Ferran i va ser cavaller de l'Orde d'Isabel la Catòlica, cavaller de l'Orde de Sant Hermenegild, i cavaller gran crer de l'Orde de Carles III. Al títol de marquès d'Ariany, heretat dels seus antecessors, va afegir el de marquès de la Cenia, concedit pel rei Amadeu I en 1871 i augmentat amb grandesa d'Espanya per Alfons XII en 1882.

## Família
Es va casar en 1837 amb Francisca de Allendesalazar y Loizaga (1818-1890), dama de l'Orde de les Dames Nobles de la Reina Maria Lluïsa i pertanyent a la noblesa basca, amb qui va tenir tres fills: Nicolás (n. 1847), el seu successor en els títols de noblesa; José (n. 1848) i Manuel (n. 1851).